# 270 Park Avenue

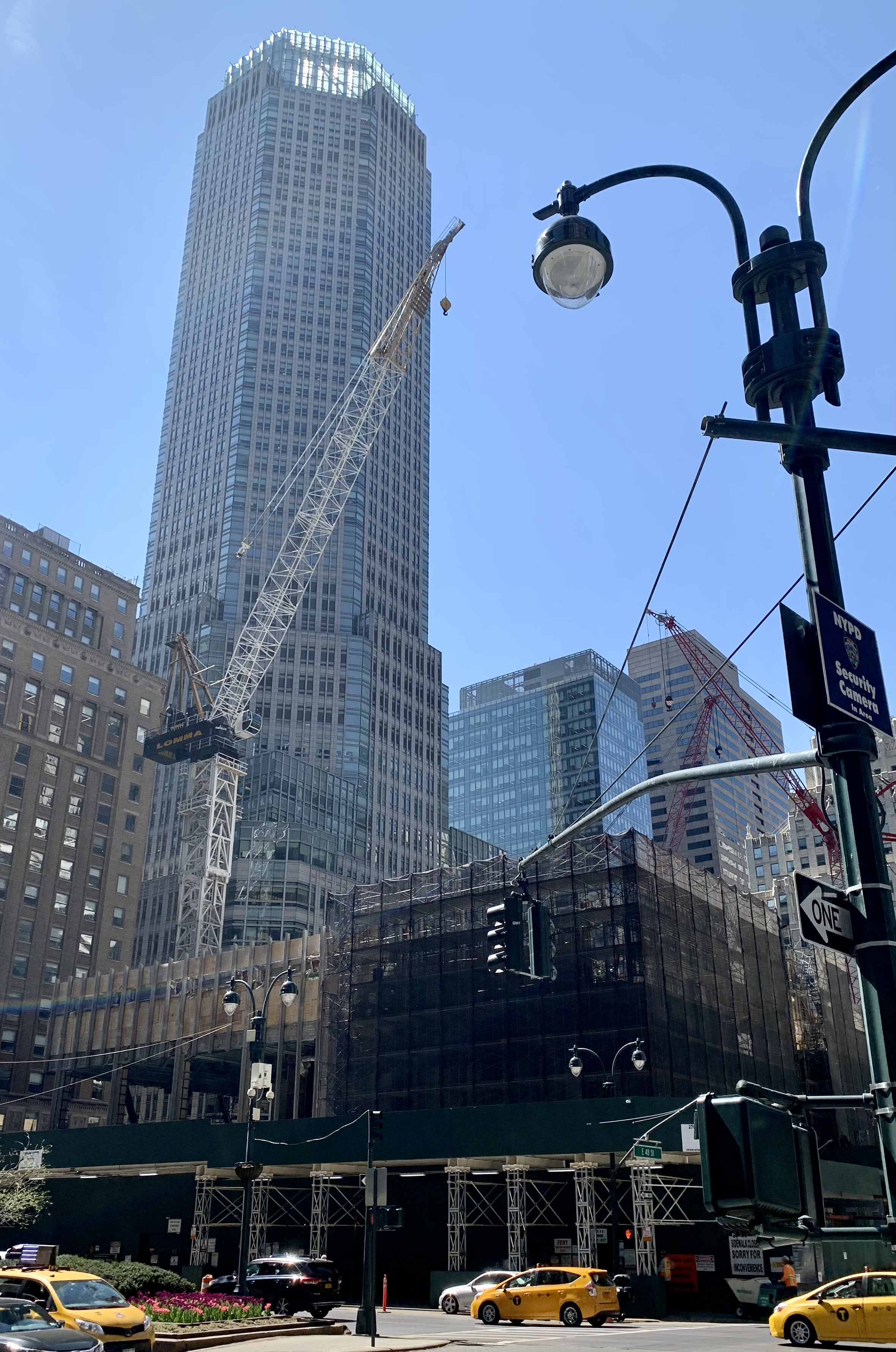
Au premier plan, achèvement de la démolition du bâtiment, avril 2021

270 Park Avenue, également connu sous le nom de tour JPMorgan Chase et anciennement Union Carbide Building, est un gratte-ciel de bureaux situé dans le quartier de Midtown à Manhattan, à New York. Il est totalement démonté en 2021 pour laisser la place à un nouveau gratte-ciel dont la construction commence dans la foulée. 
Sa construction a débuté en 1958 pour s'achever en 1960. Conçu par le cabinet d'architectes Skidmore Owings & Merrill, avec les architectes Gordon Bunshaft et Natalie Griffin de Blois le bâtiment mesure 215 mètres, et comporte 52 étages, ce qui représente une surface de bureaux de 223 000 m2. 
Comme son nom l'indique, le bâtiment abrite le siège mondial de la banque JPMorgan Chase. Construit dans un style architectural international, le « JP » est essentiellement composé d'acier et de verre.
Le gratte-ciel est désaffecté en 2019. En avril 2021, le démontage du bâtiment est achevé, et la construction d'un nouvel édifice qui restera le siège de JPMorgan Chase et qui doit s'élever à 423 m,  commence dans la foulée.
- 270 Park Avenue 2021